# Liège-Bastogne-Liège 1955
La 41e édition de Liège-Bastogne-Liège a eu lieu le 1er mai 1955 et a été remportée par le Belge Stan Ockers. Son compatriote Raymond Impanis prend la deuxième place pour la quatrième fois.
116 coureurs étaient au départ. 35 rejoignent l'arrivée.
En 1957, le mémorial Stan Ockers a été érigé dans la côte des Forges à la gloire du coureur belge décédé sur la piste du Sportpaleis d'Anvers en 1956.

## Classement
| n° | Coureur          | Équipe            | Temps           |
| -- | ---------------- | ----------------- | --------------- |
| 1  | Stan Ockers      | Elve-Peugeot      | 6 h 50 min 58 s |
| 2  | Raymond Impanis  | Elve-Peugeot      | m.t.            |
| 3  | Jean Brankart    | Elve-Peugeot      | à 44 s          |
| 4  | Emiel Van Cauter | Elve-Peugeot      | m.t.            |
| 5  | Jan Adriaensens  | Terrot-Hutchinson | à 1 min 12 s    |
| 6  | Ernest Heyvaert  | -                 | m.t.            |
| 7  | Marcel Ernzer    | Terrot-Hutchinson | à 1 min 40 s    |
| 8  | Jozef Schils     | -                 | m.t.            |
| 9  | Pierre Molinéris | Alcyon-Dunlop     | à 4 min 07 s    |
| 10 | Alfred Krebs     | -                 | m.t.            |